# Gen cavalcat
Un gen cavalcat és un gen en el qual la seqüència de nucleòtids que s'expressa se superposa de manera parcial amb la seqüència de nucleòtids expressable d'un altre gen
D'aquesta manera, una seqüència de nucleòtids pot contribuir a la funció d'un o més productes dels gens. La seqüència de nucleòtids compartida pot ser llegida en marcs de lectura alternatius durant la transcripció de diferents gens. A  ADN de doble cadena part de la cadena  antisentit d'un gen pot formar part del la cadena sentit d'un gen diferent.
S'han trobat gens cavalcats en diversos dominis de la vida: bacteris, virus i eucariotes, incloent-hi els  éssers humans.